# ハーラル2世 (ノルウェー王)
ハーラル2世（古ノルド語：Haraldr gráfeldr、ノルウェー語：Harald Gråfell、デンマーク語：Harald Gråfeld、935年ごろ - 970年ごろ）は、ホールファグレ朝のノルウェー王（在位：961年 - 970年ごろ）である。灰衣王とよばれる。

## あだ名の由来
ハーラル2世は、vararfeldir（羊毛から作られたフェイクファーの一種）の大荷物を運んだアイスランドの商船の乗組員と出会って以降、「灰衣王」の異名で呼ばれるようになった。アイスランド商人がフェイクファーの販売に苦労していたため、王がたまたま灰色だったファーを献上できるかどうか尋ねると、彼らは躊躇することなく献上し、王はこれをすぐさま外套として使った。これがすぐに流行し、ほどなくアイスランド商人は過去に売れ残っていた全てのファーを王の臣下と地元民に売った。それ以降、ハーラル2世は「ハーラル灰衣王」として知られるようになったという。

## 生涯
ハーラル2世は、エイリーク血斧王の息子でハーラル美髪王の孫である。母親はデンマーク王ハーラル青歯王の姉妹グンヒルド・ゴームズダターである。
父が954年に崩御した後、ハーラル2世とその弟らはホーコン善王に対抗して、おじのハーラル青歯王と手を組んだ。フレイ島（en）付近で行われたラスタルカルフの戦い（955年）やフィットヤールの戦い（en、961年）など何回かホーコン善王と戦った。
ホーコン善王がフィットヤール（en）で崩御した後、ハーラル2世とその弟らはともにノルウェー王になったが、ノルウェー西部以外にはほとんど支配権が及ばなかった。ハーラル2世が兄弟で最年長であったため最も強大な権力を保持した。961年にデンマークのハーラル青歯王がノルウェーを訪れ、ハーラル2世がノルウェーにおける属王であると宣言した。
シグルズ・ハーコナルソン、トリグヴァ・オーラヴソン（en）、ギュドロ・ビョルンソン（en）ら地元の支配者を殺害して支配を強めた。このようにしてハーラルは王国を支配し、ハーロガランドを組み入れた。また、ノルウェー沿岸の交易路の支配を確立し、ビャルマランド（現在のロシア北部アルハンゲリスク地域）へのヴァイキング遠征にも着手した。まもなくしてハーラル2世はハーラル青歯王の支援に頼ることがほとんどなくなった。
970年、ハーラル2世は騙されてデンマークに向かい、シグルズ・ハーコナルソンの息子でハーラル青歯王と手を組んだハーコン・シグルザルソンの策略により、リムフィヨルドのハルス（Hals）で殺害された。ハーコン・シグルザルソンは、父親が961年にハーラル灰衣王の臣下に殺害された後にラーデのヤールとなっていた。ハーラル灰衣王が殺害された後、その生き残った弟らはノルウェーから逃亡した。ハーラル灰衣王の死によりハーラル青歯王がノルウェーの支配権を取り戻し、ハーコン・シグルザルソンをノルウェーの属王として支援した。

## その他の出典
- Krag, Claus (2001). “Harald Gråfell”. Norsk biografisk leksikon. Bd 4 (2nd ed.)
- Koht, Halvdan (1931). “Harald Graafeld”. Norsk biografisk leksikon. Bd 5 (1st ed.)